# Popularyzacja nauki
Popularyzacja nauki (popularyzacja wiedzy) – działania mające na celu uprzystępnienie wyników badań naukowych oraz przedstawienie problemów nauki szerokiej publiczności, podejmowane poza systemem szkolnictwa, jako jego uzupełnienie i wzbogacenie. Głównymi formami popularyzacji nauki są publikacje popularnonaukowe w postaci książek oraz publikacje i audycje w prasie, radiu, telewizji i w Internecie.
Popularyzacji wiedzy służą też specjalne obiekty czy placówki, takie jak: centra nauki, planetaria, parki nauki. Niektóre placówki zajmują się popularyzacją nauki obok innych swoich podstawowych zadań – są to m.in.: muzea i skanseny, parki paleontologiczne, ogrody zoologiczne, ogrody botaniczne, biblioteki i placówki informacji naukowej. Działalnością popularnonaukową zajmują się liczne stowarzyszenia i organizacje społeczne. Jest to też jeden z przedmiotów działalności administracji publicznej, zwłaszcza w zakresie nauki oraz edukacji. Ważną rolę w działalności popularyzatorskiej odgrywają różnego rodzaju pozaszkolne konkursy, turnieje i olimpiady wiedzy, a także inne stałe, cykliczne lub okazjonalne imprezy, takie jak: festiwale nauki, pikniki naukowe czy działalność odczytowa (odczyty, wykłady, prelekcje). Warto też odnotować masowe projekty naukowe mające walory popularnonaukowe w rodzaju: SETI, Zooniverse czy „Planet Hunters”.
Działalność popularyzatorska upodabnia się niekiedy do działalności edukacyjnej. O ile jednak ta ostatnia korzysta przede wszystkim z zasobu wiedzy naukowej powszechnie uznanej i ustalonej, aby kształcić umiejętności przydatne w życiu codziennym i zawodowym, to w popularyzacji nauki kładzie się nacisk na naukę rozumianą jako proces badawczy, omawia się kluczowe zagadnienia nauki i wyniki najnowszych badań, wskazuje na otwarte problemy naukowe i kwestie dyskusyjne.

## Krótki rys historyczny

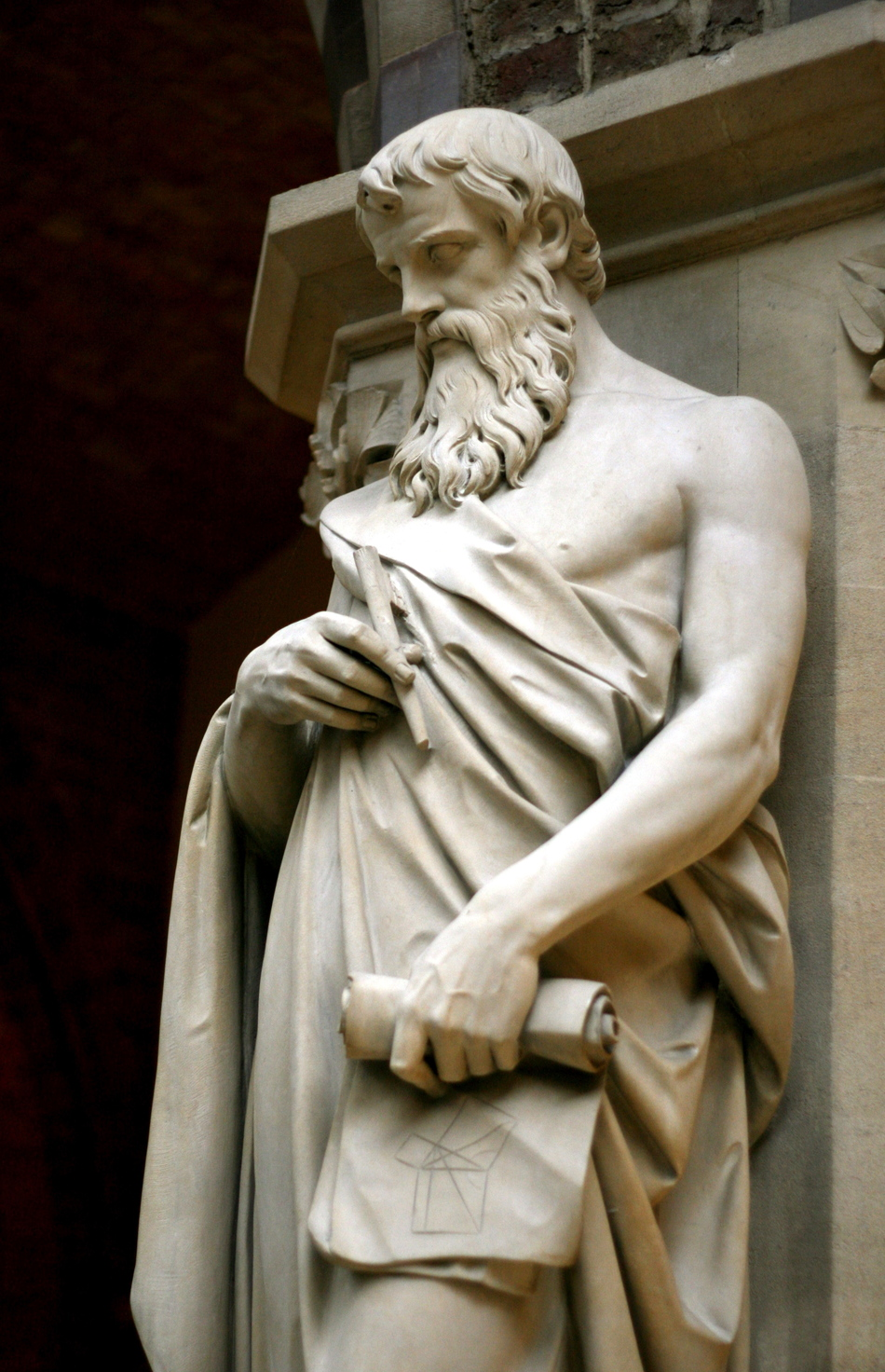
Euklides stworzył prototyp podręcznika

Za najwcześniejszą formę popularyzacji wiedzy należy uznać uruchomienie bibliotek publicznych, co w Grecji i Egipcie miało miejsce już w Starożytności; najsłynniejsze były dwie biblioteki w Aleksandrii. Z uwagi na słabo wykształcone w owych czasach szkolnictwo szczególnie trudna była wówczas do rozróżnienia działalność edukacyjna od działalności popularyzatorskiej. Wielką rolę odgrywać zaczęły uczone dzieła przeznaczone dla szerszej publiczności, zwłaszcza dzieła historiograficzne, geograficzne, filozoficzne czy matematyczne. Epokowym wydarzeniem było wydanie Elementów Euklidesa z Aleksandrii (365 – ok. 300 r. p.n.e.), w których autor dał systematyczny i syntetyczny wykład ówczesnej wiedzy matematycznej, tworząc w ten sposób prototyp podręcznika.
Ważną rolę w historii nauki odegrało piśmiennictwo arabskie. Za pośrednictwem przekładów i komentarzy w języku arabskim przetrwało do czasów nowożytnych wiele najcenniejszych dzieł Starożytności. Wielkim przełomem było zastosowanie w XV wieku techniki drukarskiej do wydawania publikacji, co niebywale zwielokrotniło możliwość oddziaływania na szerokie kręgi społeczne. Wkrótce pojawia się tendencja do wykraczania z treściami edukacyjnymi poza mury szkół i uczelni. Najpierw sami uczeni próbują dotrzeć ze swoim przekazem do szerszych kręgów. Taki charakter mają niektóre dzieła Erazma z Rotterdamu (1466–1536), Leonarda da Vinci (1452–1519) czy Giordano Bruno (1548–1600). Erazm nadał propagowaniu wiedzy wymiar moralno-etyczny, w jego ujęciu bowiem główną przyczyną zła w człowieku jest niewiedza. Możliwości wpływania na opinię publiczną i postawy społeczne wzrosły z chwilą pojawienia się prasy w I połowie XVII wieku (jedną z pierwszych była francuska ''La Gazette'', wydawana od 1631 r.). Ważną rolę zaczęły odgrywać towarzystwa naukowe, które pojawiły się niedługo potem; pierwsze było londyńskie Royal Society (zał. w roku 1660).
Wiek XVII był przełomowy w dziejach nauki, wtedy bowiem rozwijać się zaczęły nowe ważne prądy umysłowe – racjonalizm i empiryzm, tworząc podwaliny pod współczesny sposób rozumienia pojęcia „nauka”, a zatem również i pojęcia „popularyzacja nauki”. Tendencje te stały się dominujące w życiu intelektualnym w czasach Oświecenia. Zostały one wtedy wzmocnione dążeniami egalitarystycznymi i indywidualistycznymi, a popularyzacja wiedzy stała się orężem w walce ze starym porządkiem. Decydujące znaczenie miało wystąpienie francuskich Encyklopedystów, których dzieło stało się jednym ze szczytowych osiągnięć Oświecenia.

## Publikacje popularnonaukowe

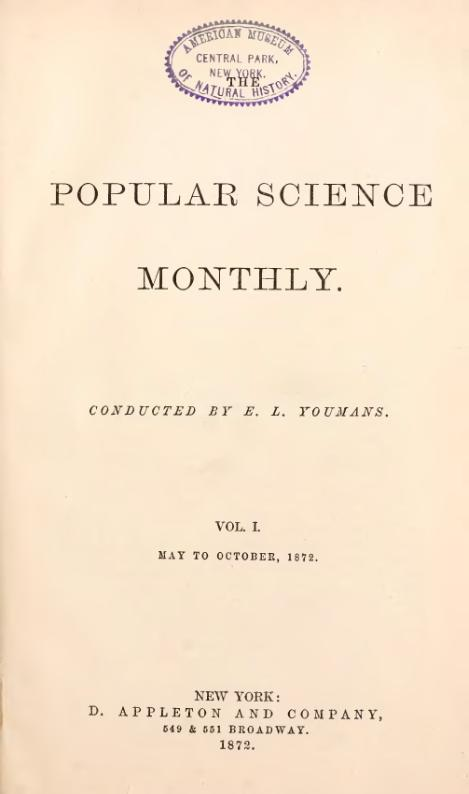
Okładka numeru 1. amerykańskiego miesięcznika Popular Science, 1872 r.

Literatura popularnonaukowa jest pomostem pomiędzy literaturą naukową jako profesjonalnym sposobem prezentacji wyników badań naukowych oraz sferą dyskursu politycznego i kulturalnego na poziomie popularnym. Celem tego rodzaju piśmiennictwa często jest dorównanie co do dokładności metodom naukowym, ale przy jednoczesnym zachowaniu bardziej zrozumiałego języka. W języku angielskim publikacje takie określa się mianem: popular science lub literature of science.
Literatura popularnonaukowa adresowana jest nie tylko do laików, ale często również do naukowców zajmujących się innymi dziedzinami nauki, dostarczając im szybkiej, ogólnej informacji. Zawiera ona niekiedy stwierdzenia mogące budzić zastrzeżenia lub niezweryfikowane, kładzie bowiem nacisk na to, co w wynikach najnowszych badań jest spójne i zgodne z ustaloną wiedzą, a stara się pomijać istniejące niezgodności i wady. W kontrastowy sposób literatura ta lubuje się w wyjątkowości zjawisk oraz ich ogólności, posługując się przy tym autorytatywnym stylem, jakiego unika się w literaturze naukowej.
Wyróżniające się cechy publikacji popularnonaukowych:
- Wprowadzanie akcentów humorystycznych, nawiązywanie osobistej więzi z publicznością,
- Podkreślanie wyjątkowości opisywanych zjawisk, formułowanie radykalnych opinii,
- Omawianie idei pomijanych przez specjalistów lub wykraczających poza zakres uznanych dyscyplin nauki,
- Uogólnianie, upraszczanie pojęć naukowych,
- Zwracanie się do publiczności z małym lub żadnym przygotowaniem naukowym i dokładniejsze wyjaśnianie ogólnych pojęć nauki,
- Budowanie syntez, które sięgają wielu dziedzin wiedzy i mogą mieć zastosowanie w innych specjalnościach naukowych,
- Odwoływanie się do metafor i analogii dla wyjaśnienia trudnych, abstrakcyjnych pojęć naukowych,
- Bardzo ograniczone stosowanie formuł matematycznych lub innych skomplikowanych szczegółów.

### Publikacje książkowe
Wydawnictwa encyklopedyczne

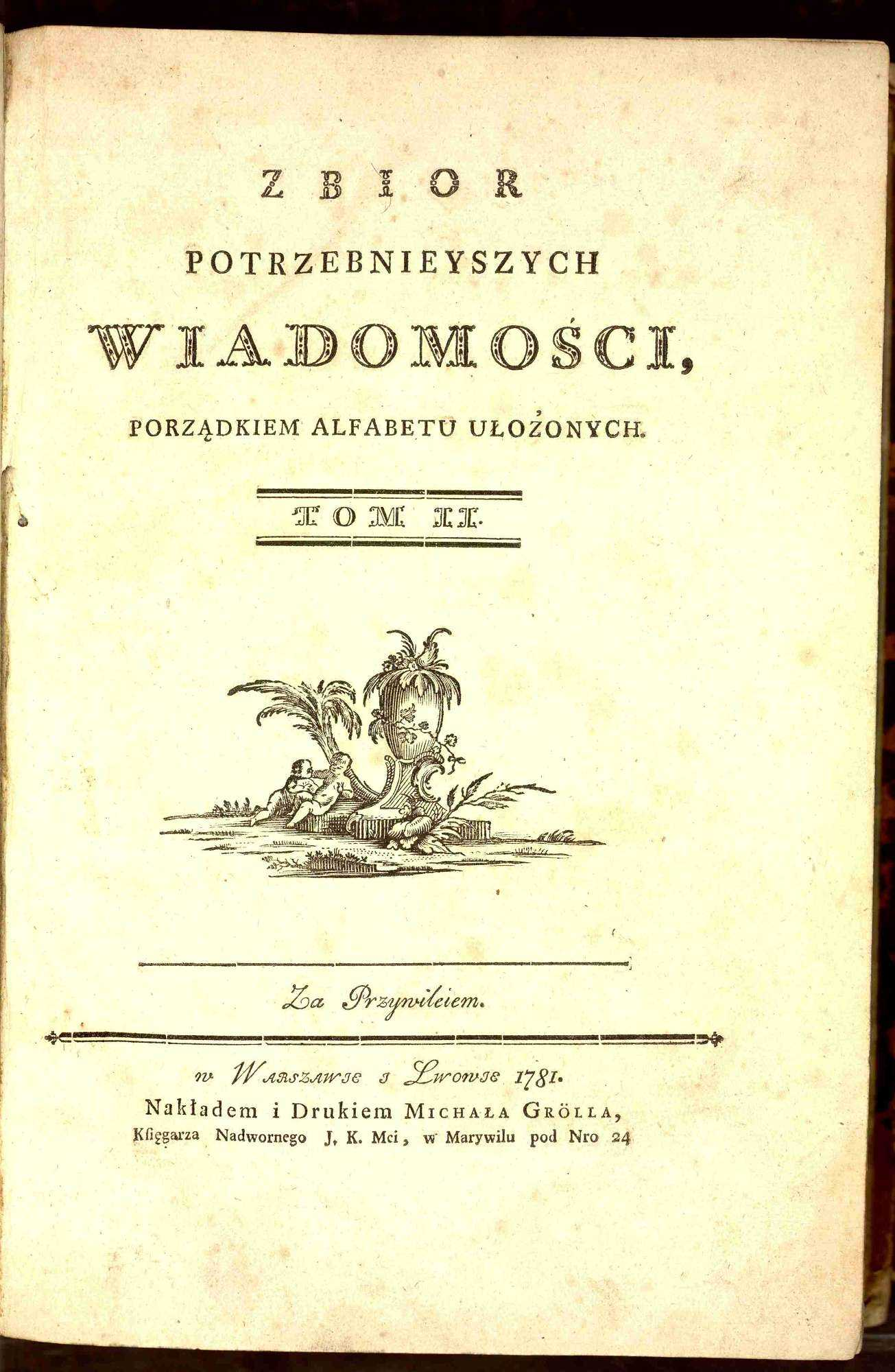
Karta tytułowa tomu II encyklopedii Zbiór potrzebniejszych wiadomości, 1781 r.

Wśród wydawnictw książkowych szczególnie istotną rolę odgrywają różnego rodzaju encyklopedie, leksykony i słowniki. Pierwszą na świecie encyklopedią powszechną była słynna Wielka encyklopedia francuska, wydawana w latach 1751–1766. Wśród polskich encyklopedii warto odnotować Ignacego Krasickiego Zbiór potrzebniejszych wiadomości z 1781 roku oraz Encyklopedię Powszechną Samuela Orgelbranda, w 28 tomach, z lat 1859–1868. Wcześnie zaczęła się też rozwijać polska naukowa leksykografia; największe zasługi na tym polu położyli tacy uczeni, jak: Samuel Linde czy Aleksander Brückner.
Książki popularnonaukowe
Popularyzacją wiedzy zajmuje się wiele oficyn wydawniczych. Dużą rolę w tym zakresie odgrywają serie wydawnicze. Do popularnonaukowych serii wydawniczych należą:
- Wiedza Powszechna: Omega, Myśli i Ludzie;
- Państwowy Instytut Wydawniczy: Biblioteka Myśli Współczesnej, Rodowody Cywilizacji (tzw. seria ceramowska), Życie Codzienne, Biografie Sławnych Ludzi;
- Czytelnik: Nowy Sympozjon;
- Wydawnictwo Naukowe PWN: Biblioteka Problemów, Omega, Biblioteka Klasyków Filozofii, Biblioteka Klasyków Psychologii;
- Rebis: Nowe Horyzonty;
- Prószyński i S-ka: Na ścieżkach nauki;
- Wydawnictwo W.A.B.: Seria Z wagą;
- Wydawnictwo Iskry: Człowiek poznaje świat.

Odrębną kategorię stanowią książki popularnonaukowe dla dzieci i młodzieży. Tego typu twórczość jest często – niesłusznie – niedoceniana. Do autorów takich publikacji w Polsce należą: Tomasz Samojlik.

### Dziennikarstwo naukowe
W działalności prasowej główną rolę odgrywają wyspecjalizowane czasopisma. Pierwszymi polskimi czasopismami tego typu były: społeczno-literackie Zabawy przyjemne i pożyteczne (1770–1777), Biblioteka Warszawska (1841–1914), Przegląd Naukowy (1842–1848).
Spośród aktualnie wydawanych w Polsce czasopism popularnonaukowych najbardziej znane są: „Kosmos” (od 1876 r.), „Wszechświat” (1882–1914 oraz od 1927 r.), „Urania – Postępy Astronomii” (1922–1998 jako „Urania”), „Wiedza i życie” (od 1926 r.), „Młody Technik” (od 1932 r.), „Świat Nauki” (od 1991 r., polska edycja pisma Scientific American), „Mówią Wieki” (od 1958), „Sprawy Nauki”, „Charaktery”, „Archeologia Żywa,” „Academia” (magazyn popularnonaukowy PAN), „Sekrety Nauki” (Gruner + Jahr Polska). Wiele tytułów prasowych ma własne działy naukowe; niektóre pisma wydają specjalne dodatki o tematyce popularnonaukowej w postaci wkładek lub osobnych publikacji (np. tygodnik Polityka wydaje „Pomocnik Historyczny” i „Pomocnik Psychologiczny”).
W radiu i telewizji nadawane są specjalne, często cykliczne audycje i programy popularnonaukowe, są też całe kanały telewizyjne tematyczne poświęcone tej problematyce.
Cykliczne programy popularnonaukowe, które ukazują lub ukazywały się w polskich mediach to:
- Telewizja Polska (Program I i II) – Teleturniej Wielka gra (1962–2006; prowadzący: Ryszard Serafinowicz, Joanna Rostocka, Janusz Budzyński, Stanisława Ryster);
- TVP1 – Sonda (1977–1989; prowadzący: Zdzisław Kamiński i Andrzej Kurek); Laboratorium (od 1985 r.; 2006–2010 jako „Laboratorium XXI wieku”, od 2010 jako „Laboratorium europejskie”; prowadzący Wiktor Niedzicki); Teleturniej Miliard w rozumie (1993–2005; prowadzący Janusz Weiss); Sonda 2 (od 2016 r.; prowadzący Tomasz Rożek);
- TVP3 – Cogito; Astronarium
- Polskie Radio Program II – Klub Ludzi Ciekawych Wszystkiego (redaguje Hanna Maria Giza);
- Polskie Radio Program III – Pytania z Kosmosu  (redaguje Marcin Łukawski i Tomasz Rożek);
- Radio Warszawa – Warszawski Salon Naukowy (redaguje Monika Florek-Mostowska);
- Telewizja TV4 – Galileo (prowadzący Paweł Orleański);
- TVN24 – Inny punkt widzenia (prowadzący Grzegorz Miecugow);
- Radio TOK FM – Radiowa Akademia Nauk[6] (redaguje i prowadzi Karolina Głowacka), Człowiek 2.0[7] (redaguje i prowadzi Jan Stradowski), Homo Science[8] (redagują i prowadzą Aleksandra Stanisławska i Piotr Stanisławski)

Tematyczne kanały telewizyjne poświęcające wiele uwagi popularyzacji nauki, dostępne w języku polskim, to:
- o charakterze ogólnym – Planete, Discovery Science, Discovery Channel;
- historyczne – TVP Historia, Viasat History.

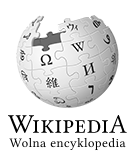
Logo polskiej Wikipedii

### Internet
W Internecie jedną z ważniejszych form popularyzacji wiedzy jest Wikipedia. W Internecie dostępna jest też znaczna część otwartych zasobów edukacyjnych, które gwarantują wolny dostęp do tych zasobów przede wszystkim przy wykorzystaniu technologii komunikacyjnych i informatycznych. Od końca XX wieku coraz istotniejszą rolę odgrywają zbiory i opracowania biblioteczne – w postaci elektronicznej udostępniane poprzez Internet. Większość dużych bibliotek publicznych udostępnia w ten sposób swoje katalogi, coraz większa ilość zbiorów jest też kopiowana do postaci cyfrowej. Tworzone są całe kolekcje w tej formie lub całe biblioteki. Podobny proces obserwuje się w przypadku muzeów i zbiorów sztuki. Wiele z nich udostępnia cyfrową wersję swoich zbiorów oraz dokumentację poprzez Internet.
Inną formą popularyzacji nauki są specjalistyczne portale (wortale) poświęcone tematyce popularnonaukowej oraz blogi o takiej tematyce. Wśród najbardziej znanych portali (wortali) popularnonaukowych są wymieniane:
- o charakterze ogólnym – Serwis internetowy Polskiej Agencji Prasowej Nauka w Polsce, Serwis Onet.wiem na portalu Onet.pl, serwis internetowy Badania.net (redaktor: Michał Parzuchowski), serwis Gildia nauki popularnej na portalu Gildia.pl; Uwaga! Naukowy bełkot! (redaktor: Dawid Myśliwiec) https://www.youtube.com/channel/UC_7PqixGIdE-jjoHKMPYpGA
- fizyka i astronomia  – Kwantowo.pl (redaktor: Adam Adamczyk), Węglowy Szowinista (redaktor: Mateusz Wielgosz), teleskopy.net (redaktor: Tomasz Czarnecki); Urania.edu.pl; Nauka. To Lubię (redaktor: Tomasz Rożek);
- historia i archeologia – Archeowieści (redaktor: Wojciech Pastuszka), CiekawostkiHistoryczne.pl, Histmag, Pradzieje.pl;
- religioznawstwo – Racjonalista.pl (redaktorzy: Mariusz Agnosiewicz, Andrzej Koraszewski);
- biologia – Ewolucja.org, Patolodzy na klatce (redaktor: Paulina Łopatniuk), Piękno neurobiologii (redaktor: Jerzy Vetulani),

## Pozostałe formy popularyzacji nauki

### Działania administracji publicznej
W Polsce popularyzacja nauki jest przedmiotem działania administracji publicznej. W administracji rządowej sprawy te należą do działu „nauka”, który pozostaje w gestii ministra nauki i szkolnictwa wyższego i obsługującego go resortu. W ministerstwie tym działa wydzielona komórka – Wydział Działalności Upowszechniającej Naukę w Departamencie Instrumentów Polityki Naukowej. W świetle przepisów o działalności naukowej popularyzacja nauki została zaliczona do działań wspomagających badania (DWB). W Ministerstwie Edukacji Narodowej nie ma specjalnej komórki organizacyjnej zajmującej się popularyzacją nauki, sprawy te są natomiast przedmiotem uwagi wśród innych zagadnień dotyczących działalności wychowawczej, kształcenia ustawicznego i polityki wobec młodzieży. Popularyzacja nauki jest też przedmiotem działań Polskiej Akademii Nauk. Działa tam Rada Upowszechniania Nauki przy Prezydium PAN.
W znacznie mniejszym stopniu sprawami popularyzacji nauki zajmuje się administracja samorządowa. Mało uwagi tym sprawom poświęca samorząd wojewódzki, większe sukcesy na tym polu odnoszą jedynie samorządy niektórych dużych miast, np. Warszawy, Krakowa, Wrocławia.

### Organizacje i instytucje społeczne
Działalność popularyzującą wiedzę podejmowały od dawna różne organizacje i instytucje społeczne. Jednym z pierwszych towarzystw naukowych w Polsce było Towarzystwo Warszawskie Przyjaciół Nauk, działające w latach 1800–1832; jego prezesami byli kolejno: Jan Chrzciciel Albertrandy, Stanisław Staszic, Julian Ursyn Niemcewicz, a ważniejszymi działaczami Samuel Linde, Onufry Kopczyński, Jerzy Samuel Bandtkie i Stanisław Kostka Potocki. Ogromne zasługi dla wspierania nauki miała Kasa im. Józefa Mianowskiego – Fundacja Popierania Nauki, założona w 1881 roku. Działalność popularyzatorska prowadzona była przed odzyskaniem niepodległości przez licznych działaczy oświatowych (zob. np. Stanisław Michalski, Helena Radlińska, Maria Gomólińska). W latach 1922–1948 koordynowało ją m.in. Towarzystwo Uniwersytetów Robotniczych, które organizowało m.in. uniwersytety powszechne, inne akcje samokształceniowe, ruch odczytowy i wydawniczy.
Obecnie działalność popularyzatorską prowadzą lub wspierają różne organizacje pozarządowe. Większość towarzystw naukowych uwzględnia tę problematykę w swojej pracy. Np. Polska Akademia Umiejętności od 2004 r. organizuje, wspólnie z „Dziennikiem Polskim”, Kawiarnię Naukową. Są to otwarte dla publiczności zebrania naukowe. Każde z nich wypełnia wykład popularnonaukowy i łącząca się z nim dyskusja, kontynuowana potem przy kawie. Pracę dziennikarzy naukowych wspiera Polskie Stowarzyszenie Dziennikarzy Naukowych. Inne organizacje popularyzujące naukę to: Krakowskie Towarzystwo Przyjaciół Nauk i Sztuk, Polska Akademia Dzieci (ogólnopolskie zjazdy naukowe dla dzieci), Stowarzyszenie Przyjaciół Festiwalu Nauki w Warszawie, Stowarzyszenie Rzecznicy Nauki (zrzeszające osoby będące jednocześnie aktywnymi naukowcami i doświadczonymi popularyzatorami).
Kontynuowana jest też tradycja działalności popularyzatorskiej w ramach fundacji. Ważną rolę w tym zakresie odgrywa Fundacja na Rzecz Nauki Polskiej. Inne fundacje działające w tym zakresie to np.: Fundacja Wspierania Nanonauk i Nanotechnologii NANONET.

### Obiekty i placówki popularyzujące naukę
Do placówek, których głównym zadaniem jest popularyzacja nauki, zaliczyć można:
- centra nauki; w Polsce są to np. Centrum Nauki Kopernik w Warszawie, Laboratorium Wyobraźni w Poznaniu, Centrum Nauki we Wrocławiu;
- planetaria.

Do placówek, które zajmują się popularyzacją nauki obok innych podstawowych zadań, należą:
- muzea i skanseny;
- biblioteki publiczne;
- placówki informacji naukowej;
- parki paleontologiczne i geologiczne (np. geopark na Górze Św. Anny, Jurapark w Krasiejowie);
- uniwersytety dziecięce (np. Uniwersytetem Dzieci w Trzebini, Uniwersytetem Dzieci w Krakowie);

### Działalność odczytowa
Jedną z form popularyzacji nauki, prowadzoną w ramach omawianych wyżej instytucji bądź w sposób odrębny, jest wygładzanie odczytów, prelekcji, wykładów. W Polsce działalność tego rodzaju szczególną rolę odgrywała w okresie braku państwowości (okres zaborów, okres okupacji hitlerowskiej), kiedy poza zwykłą funkcją samokształceniową spełniła też rolę tajnego nauczania i podtrzymywania narodowej tożsamości.
Działalność odczytowa prowadzona jest przez liczne instytucje i organizacje, przybiera formy instytucjonalne lub jest prowadzona okazjonalnie. Przykładami takiej działalności są:
- Uniwersytet Otwarty Uniwersytetu Warszawskiego;
- cykl wykładów „Horyzonty poznania Szkoły Wyższej Psychologii Społecznej”;
- „Medyczna Środa”, seria wykładów popularnonaukowych z dziedziny medycyny, organizowana przez Collegium Medicum Uniwersytetu Mikołaja Kopernika;
- Wszechnica prowadzona przez Oddział Polskiej Akademii Nauk w Lublinie wraz z Lubelskim Towarzystwem Naukowym – jest to cykl wykładów otwartych dla mieszkańców[10];
- spotkania prelekcyjne poświęcone historii sztuki europejskiej i polskiej organizowane comiesięcznie od 1994 r. przez Warszawskie Stowarzyszenie Plastyków z inicjatywy Ewy Korpysz[11].

### Konkursy, turnieje, olimpiady
Często spotykaną formą popularyzacji nauki są rozmaite konkursy. Wiele z nich spełnia zarazem funkcję edukacyjną, wspomagając proces nauczania w szkołach. Do konkursów mających duże znaczenie dla popularyzacji nauki zalicza się np.:
- Konkurs „Popularyzator Nauki”, organizowany przez Serwis internetowy PAP „Nauka w Polsce” oraz Ministerstwo Nauki i Szkolnictwa Wyższego[12][13];
- Konkurs im. Karola Sabatha, organizowany przez Polskie Stowarzyszenie Dziennikarzy Naukowych[14];
- „Złoty Umysł – Mistrz Popularyzacji Wiedzy” – konkurs PAN, którego celem jest poszukiwanie młodych talentów potrafiących przekazywać skomplikowaną wiedzę szerokiemu odbiorcy w sposób przystępny, interesujący i zrozumiały;
- Nagroda „KLIO” ustanowiona przez Porozumienie Wydawców Książki Historycznej za popularyzację historii[15];
- Nagroda Teofrasta miesięcznika „Charaktery” w kategorii – książka popularnonaukowa.

### Inne imprezy popularnonaukowe
Pod koniec XX wieku pojawiły się nowe formy popularyzacji nauki w postaci:
- festiwali nauki, pikników naukowych (np. Piknik Naukowy w Warszawie, Festiwal Nauki w Krakowie, Olsztyńskie Dni Nauki, Lubelski Festiwal Nauki, Poznański Festiwal Nauki i Sztuki, Dolnośląski Festiwal Nauki, Toruński Festiwal Nauki i Sztuki, Piknik Nauki EKSPLORACJE w Rzeszowie);
- „nocy nauki” (np. Małopolska Noc Naukowców, „Noc Biologów” organizowana w różnych ośrodkach naukowych);
- salonów, kawiarni naukowych (np. Śląska Kawiarnia Naukowa; Salon Naukowy Towarzystwa Doktorantów UJ, organizatorka: Agata Jurkowska; kawiarnia naukowa Klubu Profesorów Collegium Copernicanum w Olsztynie, organizator: Stanisław Czachorowski);
- obozów naukowych dla młodzieży;
- warsztatów naukowych dla dzieci i młodzieży;
- wakacyjnych kursów naukowych na uczelniach;
- wielkich, masowych akcji o charakterze naukowym, np. projekty SETI, Zooniverse, Międzynarodowa Współpraca Astronomiczna (The International Astronomical Search Collaboration – IASC);
- konferencji naukowych (np. w kwietniu 2010 roku w Krakowie odbyła się Pierwsza Międzynarodowa Konferencja Geologiczna dla studentów i doktorantów z całego świata, wzięło w niej udział 150 uczestników z 13 krajów[16]);
- prezentowania nowatorskich konstrukcji polskich naukowców (np. prezentacje bolidu elektrycznego przez Marcina Włodarczyka z Centrum Innowacji i Transferu Technologii Politechniki Śląskiej);
- stand-up'y naukowe, zapoczątkowane w Polsce przez Centrum Nauki Kopernik i Stowarzyszenie Rzecznicy Nauki w 2015 roku[17].

## Popularyzatorzy nauki
Osoby zajmujące się popularyzacją nauki dzieli się na dwie zasadnicze kategorie:
- popularyzatorów zajmujących się tą działalnością zawodowo,
- naukowców, którzy zajmują się popularyzacją nauki obok swoich podstawowych zadań.

Podział ten ulega częściowemu zatarciu. Zawodowi popularyzatorzy wkładają niekiedy w pracę popularyzatorską wysiłek badawczy, z kolei niektóre z wydawanych książek o charakterze naukowym noszą znamiona prac popularyzatorskich, np. książki Krótka historia czasu S. Hawkinga, Samolubny gen R. Dawkinsa, Walka o ogień R. Wranghama.
Najwcześniejszymi popularyzatorami nauki w Polsce byli oświeceniowi działacze i uczeni, a wśród nich: Ignacy Krasicki, Stanisław Staszic, Jędrzej Śniadecki, Julian Ursyn Niemcewicz, Joachim Lelewel. Po utracie niepodległości popularyzacja nauki stała się też jedną z form pielęgnowania języka polskiego i polskiej kultury.
Od kilkunastu lat organizowany jest w Polsce (przez Ministerstwo Nauki i Szkolnictwa Wyższego oraz Polską Agencję Prasową) konkurs Popularyzator Nauki, w którym nagradzane są osoby, instytucje, organizacje w sposób wyróżniający zajmujące się popularyzacją nauki.